# オーストリア国家賞ヨーロッパ文学部門
オーストリア国家賞ヨーロッパ文学部門（オーストリアこっかしょうヨーロッパぶんがくぶもん、独: Österreichischer Staatspreis für Europäische literatur）は、オーストリア国家賞（Staatspreise der Republik Österreich）の一部門である。通称はヨーロッパ文学賞(独: Europäischer Literaturpreis）。
授賞対象はヨーロッパの文学者で、オーストリア教育文化省（Unterrichtsministerium der Republik Österreich）により授与される。1964年にウィーンで設立。授賞式は毎年ザルツブルク音楽祭で行われ、賞金は25,000ユーロ。

## 歴代受賞者
- 1965年 - de:Zbigniew Herbert
- 1966年 - W・H・オーデン
- 1967年 - Vasko Popa
- 1968年 - ヴァーツラフ・ハヴェル
- 1969年 - 受賞作なし
- 1970年 - ウジェーヌ・イヨネスコ
- 1971年 - スワヴォーミル・ムロージェク
- 1972年 - de:Peter Huchel
- 1973年 - ハロルド・ピンター
- 1974年 - de:Sándor Weöres
- 1975年 - ミロスラヴ・クルレジャ
- 1976年 - イタロ・カルヴィーノ
- 1977年 - パヴェル・コホウト
- 1978年 - シモーヌ・ド・ボーヴォワール
- 1979年 - 受賞作なし
- 1980年 - ザラ・キルシュ
- 1981年 - ドリス・レッシング
- 1982年 - de:Tadeusz Różewicz
- 1983年 - フリードリヒ・デュレンマット
- 1984年 - クリスタ・ヴォルフ
- 1985年 - 受賞作なし
- 1986年 - スタニスワフ・レム
- 1987年 - ミラン・クンデラ
- 1988年 - de:Andrzej Szczypiorski
- 1989年 - マルグリット・デュラス
- 1990年 - de:Helmut Heissenbüttel
- 1991年 - ナーダシュ・ペーテル
- 1992年 - サルマン・ラシュディ
- 1993年 - チンギス・アイトマートフ
- 1994年 - de:Inger Christensen
- 1995年 - de:Aleksandar Tišma
- 1996年 - de:Jürg Laederach
- 1997年 - アントニオ・タブッキ
- 1998年 - ドゥブラヴカ・ウグレシィチ
- 1999年 - エステルハージ・ペーテル
- 2000年 - アントニオ・ロボ・アントゥーネス
- 2001年 - ウンベルト・エーコ
- 2002年 - de:Christoph Hein
- 2003年 - セース・ノーテボーム
- 2004年 - ジュリアン・バーンズ
- 2005年 - クラウディオ・マグリス
- 2006年 - ホルヘ・センプルン
- 2007年 - de:A. L. Kennedy
- 2008年 - アゴタ・クリストフ
- 2009年 - de:Per Olov Enquist
- 2010年 - de:Paul Nizon
- 2011年 - ハビエル・マリアス
- 2012年 - パトリック・モディアノ
- 2013年 - ジョン・バンヴィル
- 2014年 - リュドミラ・ウリツカヤ
- 2015年 - ミルチャ・カルタレスク
- 2016年 - de:Andrzej Stasiuk
- 2017年 - カール・オーヴェ・クナウスゴール
- 2018年 - ゼイディー・スミス
- 2019年 - ミシェル・ウエルベック
- 2020年 - de:Drago Jančar
- 2021年 - クラスナホルカイ・ラースロー
- 2022年 - アリ・スミス
- 2023年 - マリー・ンディアイ
- 2024年 - de:Joanna Bator
- 2025年 - セルヒー・ジャダン